# Le Chant des Wargals
Le Chant des Wargals (titre original : The Burning Bridge) est le second tome de la série fantastique L'apprenti d'Araluen de John Flanagan, édité en 2005 puis traduit en français et publié en 2007.

## Résumé
Le royaume d’Araluen est prêt à commencer la guerre contre Morgarath et ses Wargals. Will et Horace (amis inséparables) accompagnent le Rôdeur Gilan (ancien apprenti de Halt) à Celtica, afin d’y rencontrer le Roi des Celtes et demander son soutien. Mais ils découvrent que Celtica est devenue une région déserte, vidée de ses habitants. Evanlyn, une jeune fille qui s’étant réfugiée dans les collines, leur apprend que la majorité des personnes ont été massacrées ou chassées par les Wargals. Gilan retourne à Araluen pour en avertir immédiatement le Roi Duncan. Au lieu de l'accompagner, Will, Horace et Evanlyn décident de pourchasser un groupe de Wargals qui ont enlevé des mineurs celtes. Ils découvrent alors la terrible vérité : Morgarath est sur le point d’envahir Araluen…